# Charles Nkazamyampi
Charles Nkazamyampi, född 1 november 1964, är en friidrottare från Burundi. Han deltog vid olympiska sommarspelen 1996.